# Escopónimo
En el ámbito de los estudios sobre traducción, el término escopónimo (del griego skopós 'función') se utiliza para definir a aquel nombre propio referido a persona, diferente del nombre de pila de la misma, que siempre posee una o varias funciones que vienen a añadirse a su función designativa intrínseca. 
Su ámbito de uso puede circunscribirse a un área local (aldea, pueblo, comarca, etc) o sobrepasar los límites locales (circunscripción nacional o internacional), en cuyo caso se denominan escopónimos ultralocales. Sintácticamente, pueden aparecer acompañando al nombre de pila (escopónimos por adición) o sustituyéndolo (escopónimos por sustitución). En lo que a su carga semántica se refiere, pueden ser connotativos, o neutros, si su significado no va más allá del que encierra su propia designación. Los casos más típicos de escopónimos locales se dan en forma de motes que van pasando de padres a hijos y cuyo origen y motivación pueden resultar claros (rasgos físicos, rasgos psicológicos, nombres de animales o plantas, profesiones y oficios, origen de la persona o de su familia, gastronomía, fenómenos atmosféricos, hechos históricos) o totalmente opacos. Por otra parte, los casos de escopónimos ultralocales son más heterogéneos (pueden aplicarse a deportistas, artistas, terroristas y delincuentes, toreros, escritores, pintores, etc.). Al igual que los escopónimos locales, los ultralocales pueden darnos señas de su origen y motivación (características físicas, características psicológicas, habilidades/ cualidades, lugares, animales, vegetales, objetos, profesiones, rango social/ militar) o permanecer semánticamente impenetrables.

## Génesis del término escopónimo
Muchas de las clasificaciones se realizan en función de la naturaleza de su referencia, y este tipo de clasificación puede no resultar del todo relevante en el mundo de la traducción. (cf. Franco Aixelá, 1997:37).
Desde el punto de vista de la carga semántica del nombre propio, las posturas tradicionales son en ocasiones marcadamente subjetivas, acorde con la concepción que el lingüista o filósofo tenga de la noción de “significado”. (cf. Otto Jespersen, 1968: 64; Brunot & Bruneau, 1949 : 104). El apriorismo por excelencia al que se enfrenta cualquier estudioso de la onomástica es el de la concepción del nombre propio como una etiqueta. Ello conlleva una consecuencia que afecta a los traductores: la afirmación de que los nombres propios son intraducibles. 
A este carácter de etiqueta se le une otro axioma que se deduce del hecho de que la comunidad lingüística, en la gran mayoría de casos, se encarga de imponer la práctica traductora de tal modo que, teóricamente, la capacidad creadora del traductor es prácticamente nula. (Cf. Julio-César Santoyo, 1987:45).
Así pues, los esfuerzos teóricos definitorios de los nombres propios, lejos de arrojar luz sobre su naturaleza, quizás por la heterogeneidad del propio término, parecen complicar su proyección hacia el mundo de la traducción.  Es por eso que, en aras de una mayor claridad y sistematización conceptual, en traductología se emplea el término escopónimo (del griego skopós, función) para definir a aquel nombre propio referido a persona, diferente del nombre de pila de la misma, que siempre posee una o varias funciones que vienen a añadirse a su función designativa intrínseca.

## Tipos de escopónimos
A continuación se resumen los ocho tipos de escopónimos que se pueden dar en función de los parámetros del ámbito de uso, de la construcción sintáctica y de la carga semántica de los mismos.
Escopónimos locales
- Neutros por adición: Antonio Fernández, el Toño
- Connotativos por adición: Lola, la Guindilla
- Neutros por sustitución: Danielín
- Connotativos por sustitución: El Mochuelo

Escopónimos ultralocales
- Neutros por adición: Francisco Múgica Garmendia, alias Pakito
- Connotativos por adición: Idoia López, alias la Tigresa
- Neutros por sustitución: Chapi (Albert Ferrer, ex-jugador del F.C Barcelona)
- Connotativos por sustitución: La Saeta Rubia (Alfredo Di Stéfano, ex-jugador del Real Madrid)

## Los escopónimos en la lengua y cultura de llegada
La aparición o incorporación de escopónimos en la cultura de llegada se llevan a cabo a partir de una serie de mecanismos bien concretos como son: 1) la adopción (y la adopción con glosa), 2) la creación, 3) la traducción (lingüística), 4) la naturalización ortográfica, 5) la ausencia de escopónimo.
1- La adopción es aquel mecanismo por el cual un escopónimo determinado se utiliza en la lengua de llegada tal cual se utiliza en la lengua de partida, sin someterlo a modificación alguna. 
Ejemplos: El futbolista argentino, Mario Alberto Kempes, aparecía tanto en la prensa española, como en la francesa y en la británica con el apodo de “El Matador” o al igual que el etarra, José Manuel Horma Santos, lo hacía con el alias de “El Estudiante”.
1.2- La adopción con glosa. Cabe señalar que, en algunas ocasiones, junto al escopónimo aparece, normalmente entre paréntesis, una nota aclaratoria o glosa en la lengua de llegada de lo que aquel significa.
Ejemplos: Junto al apodo del futbolista español, Emilio Butragueño, conocido como el “Buitre” encontramos la glosa "Vautour” en la prensa francesa o “Vulture” en la británica. Al terrorista de la FARC Pedro Antonio Marín, por su parte, se le conoce con el alias de “Tirofijo”. Dicho alias viene acompañado en la prensa francesa con dos glosas: "Tir précis" o "Qui vise juste" y en la británica de una: “Sure Shot”.
2- La creación. Puede darse casos en los que el traductor prefiere crear nuevos apodos no coincidentes en las lengua de partida y lengua de llegada, antes que traducir o adoptar el que la lengua de origen le había dado previamente. 
Ejemplo: El jugador rumano Georges Hagi era conocido en su país como “Baciul” ("El pastor”), sin embargo, la prensa francesa se refería a él como "Le Maradona des Carpates”, mientras que en la británica encontramos “The Black Sea Bomber”.
3- La traducción (lingüística):
Ejemplos: El futbolista Iván de la Peña recibe en la prensa española el apodo de "El pequeño Buda” y de “Le petit Bouddha” y “The little Buda” en la francesa y británica respectivamente. El terrorista irlandés Billy Wright era conocido como “King Rat”, alias que encontramos en español como el “Rey Rata” y en francés como "Roi Rat”.
4- La naturalización ortográfica consiste en la adaptación del escopónimo a partir de las grafías propias de la lengua de llegada:
Ejemplo: La prensa británica se refiere al jugador argentino Gabriel Omar Batistuta, conocido entre los hispanohablantes como “Batigol", con el apodo de “Batigoal”.
5- La ausencia de escopónimo hace alusión a personajes que en su día recibieron un apodo o un alias en un país determinado, pero estos no trascendieron fronteras. De este modo, dichos personajes fueron conocidos por su nombre de pila (y no por su escopónimo) en países distintos al de creación.
Ejemplos: El futbolista inglés Gary Lineker era conocido en su país como el “Sir”. Pese a ello, tal circunstancia no se ve reflejada ni en la prensa española ni en la francesa. Sucede lo mismo con el terrorista de Sendero Luminoso Abimael Guzmán al que se conocía como "Presidente Gonzalo” y, sin embargo, en la prensa francesa y británica se hacía alusión a él por su nombre de pila.

## La combinación de mecanismos
Independientemente de que la introducción del escopónimo en las diferentes lenguas se efectúe a partir de los mecanismos descritos anteriormente, cabe señalar casos, cuya aparición no responde a la aplicación de un único mecanismo, sino de varios al mismo tiempo. Encontramos así:
a) Escopónimos que en una lengua son fruto de una adopción del escopónimo original y en la otra de una traducción. 
Ejemplo: El jugador argentino Claudio López, conocido como “el Piojo”, aparece en la prensa francesa como “le Pou” (traducción), mientras que la inglesa encontramos “el Piojo” (adopción).
b) Escopónimos que resultan de la traducción literal del escopónimo original en una de las lenguas y de una creación en las otras. Un ejemplo podría ser el antiguo jugador del Real Madrid Puskás, que aun siendo conocido en su país como “Oczi” (pequeño, bajito), en España recibió el escopónimo de “Cañoncito Pum Pum” haciendo alusión tanto a su altura como a la potencia de su disparo. Al igual que en la prensa española, en la británica también asistimos a una creación. De hecho, en ella aparece como “The Galloping Major”. La prensa francesa, sin embargo, opta por una traducción del escopónimo original húngaro y lo llama “le Minuscule”.
c) Escopónimos que se crean en una lengua, una de las otras dos los adopta y la restante crea uno nuevo que no tiene nada que ver con los anteriores. Por ejemplo, el jugador brasileño Sony Anderson es conocido en los medios españoles como "El Pistolero" desde que militara en las filas del F.C. Barcelona y, posteriormente, del Villarreal. La prensa británica conserva el escopónimo sin hacer modificación alguna (adopción), sin embargo la francesa crea su propio escopónimo y lo llama “Sonygoal”, haciendo referencia a la capacidad goleadora del ariete carioca.
En ocasiones, los escopónimos que han sido adoptados incluyen una glosa. Es el caso del astro argentino Diego Armando Maradona, conocido en su país como “El Pibe de oro”. Tanto la prensa británica como la francesa mantienen el sobrenombre, pero añaden las glosas "The Golden Boy" y "Le Gamin en or" respectivamente. La prensa española en general tiende a utilizar su otro apelativo “El Pelusa” que alude a la gran cantidad de cabello que este jugador tuvo en otra época.
d) Encontramos, finalmente, escopónimos que se crean en una lengua diferente y se introducen en las culturas de llegada, por medio de tres mecanismos distintos, como son la traducción (lingüística), la adopción y la creación. Un ejemplo vendría dado por el jugador italiano Ravanelli que en su país era conocido como “la Penna Bianca” (la Pluma Blanca). La prensa española ha tendido a traducir el escopónimo llamándole "La Pluma Blanca" (traducción), la prensa francesa conserva el escopónimo tal cual (adopción) y la británica lo vuelve a bautizar (creación) denominándolo “The Silver Fox” (El Zorro Plateado).